# Mattiastrum reuteri
Mattiastrum reuteri är en strävbladig växtart som beskrevs av August Brand. Mattiastrum reuteri ingår i släktet Mattiastrum och familjen strävbladiga växter. Inga underarter finns listade i Catalogue of Life.